# ۲۷۲ (پیش از میلاد)
۲۷۲ (پیش از میلاد) ۲۷۲مین سال قبل از تقویم میلادی است.